# Dan Chicoine
Daniel Chicoine (Kanada, Québec, Sherbrooke, 1957. november 30. –) profi jégkorongozó.

## Karrier
Junior karrierje a QMJHL-ben kezdődött 1973-ban a Sherbrooke Castorsben. Ebben a csapatban négy idényt játszott. Kétszer lettek a QMJHL bajnokai de a Memorial-kupát nem tudták megnyerni. Az 1977-es WHA-amatőr drafton a Quebec Nordiques választotta ki a kilencedik kör 81. helyén és a Cleveland Barons az 1977-es NHL-amatőr drafton a második kör 23. helyén. 1977–1978-as szezonban három csapatban is megfordult (Phoenix Roadrunners, New Haven Nighthawks, Cleveland Barons). 1978-ban a CHL-es Oklahoma City Starshoz került majd a szezon végén egy mérkőzés erejéig játszott az NHL-ben a Minnesota North Starsban. A következő szezon is így telt de ekkor már 24 mérkőzést játszott az NHL-ben. Játszott még az Oklahoma City Starsban egy fél idényt majd egy év szünet után fél idényt játszott az AHL-es Sherbrooke Jetsben. A szezon végén 1983-ban visszavonult.

## Díjai
- Elnöki-kupa: 1975, 1977